# Ель Мейера
Ель Мейера (лат. Picea meyeri) — вид хвойных растений из рода елей (Picea). 
Произрастает в Северном Китае, в горных районах на высотах 1600—2700 метров над уровнем моря, встречается на территории Ганьсу, Хэбэй, Внутренняя Монголия, Шэньси, Шаньси.

## Описание вида
Дерево с широкой колонновидной или конусообразной редкой кроной, вырастает до 33 м . Кора у молодых деревьев гладкая, у более поздних грубая, цвет коры серый или коричнево-серый. Молодые вегетативные побеги тонкие, светло-коричневые, немного опушенные по продольным бороздкам короткими рыжими волосками, в репродуктивный период толстые (до 6 мм толщиной), оранжево-коричневые. Почки 5—10 мм длиной, 4—8 мм шириной, конусовидные, иногда немного смолистые, цвет приближается к цвету побегов. Хвоинки 15—25 (-30) мм длиной, около 2 мм шириной, многогранные, расположены радиально, с туповатым верхом, слегка изогнуты, с 5—6 (-8) устьичными линиями на каждой из граней, голубовато-зелёные, блестящие. Шишки яйцеобразно-цилиндрические, 7—10 (-12) см длиной, 2,3—3,6 (-4) см толщиной, коричневые, с выпуклыми, широкими, закругленными по краю чешуями. Семена 4—5 мм длины, коричневые; крыло семени превышает его по длине в 2—5 раз длиннее его. Цвет крыла — желтовато- или красновато-коричневый. 

## Использование
Древесина используется для строительства, опор, строительства мостов, мебели и для получения древесной массы. 
Этот вид также культивируется для посадок и в качестве декоративного растения.